# Olfa Charni
Olfa Charni (sinh ngày 24 tháng 5 năm 1980) là một tay súng ngắn đến từ Tunisia. Cô đã giành được súng ngắn 10 mét cá nhân và súng ngắn 25 mét tại Thế vận hội Pan Arab 2011 và Giải vô địch châu Phi 2011  và 2015, và đủ điều kiện tham dự Thế vận hội mùa hè 2016 trong các sự kiện này.